# Csodatévő Szent Gergely
Csodatévő Szent Gergely (ógörögül: Γρηγόριος ὁ Θαυματουργός, latinul: Gregorius Neocaesariensis / Thaumaturgus), (Neokaiszareia, 213 – Neokaiszareia, 270. november 17.) ókeresztény görög püspök, egyházi író.
Előkelő pogány családban született Neokaiszareiában, és testvérével, Athenodorosszal együtt 5 éven keresztül tanult Órigenésznél Kaiszareiában. Itt is keresztelkedett meg, majd szülővárosába tért vissza, amelynek rövidesen a püspöke lett. 270-ben hunyt el. Életét négy, legendaszerű életrajz (lat. vita) dolgozta fel, köztük Nüsszai Szent Gergelyé.
Gergelynek több írott műve maradt fenn az utókorra
- Köszöntőbeszéd – Órigenészhez Kaiszareiából való távozásakor. A beszédben Gergely tanúskodik az őrangyalokba vetett hitéről
- A Szentháromságra vonatkozó hitvallás – a Nüsszai Szent Gergely-féle életrajzban szerepel
- Kánoni levél – egy ismeretlen püspök részére, a korabeli egyházi fegyelem megismerése szempontjából fontos
- Metaphrasis a Prédikátor könyvéhez – a bibliai Prédikátor könyvét próbálja a szerző a nagyközönség számára könnyű, élvezhetőbb nyelvezetű formába átültetni. A régi kéziratok gyakran és tévesen Nüsszai Szent Gergely neve alatt közlik
- Ad Theopompum de passibilitate et impassibilitate Dei – filozófiai-apologetikus beszélgetés, amely csak szír nyelven maradt fenn
- Philagrioszhoz a lélek egységéről – a Szentháromság tanának rövid kifejtése. A mű hitelessége nem biztos, ugyanis bár szírül az ő neve alatt maradt fenn, a görög változatok Nüsszai Szent Gergely és Nazianzi Szent Gergely neve alatt közlik
- Rövid értekezés a lélekről Tatianoszhoz – kétes hitelességű írás, egyesek szerint Hitvalló Szent Maximosz műve
- 6 darab homilia – kétes hitelességűek, örmény nyelven maradtak fenn